# Animals (chanson de Nickelback)
Pour les articles homonymes, voir Animals.
Singles de Nickelback
Photograph
(2005) Savin' Me
(2006)
Animals est le quinzième single du groupe Nickelback et le second de l'album All the Right Reasons sorti en 2005.

## Classements
| Classement (2005-2006)       | Meilleure position |
| ---------------------------- | ------------------ |
| Australie (ARIA)             | 27                 |
| États-Unis (Hot 100)         | 97                 |
| États-Unis (Mainstream Rock) | 1                  |

## Liste des chansons
| 1.    | Animals                | 3:03 |
| 2.    | Animals (Live)         | 3:50 |
| 3.    | Follow You Home (Live) | 4:21 |
| 11:14 |                        |      |